# Villette (metrostation)
Villette is een metrostation in de Belgische stad Charleroi dat werd geopend op 21 juni 1976. Het station wordt aangedaan door alle lijnen van de metro in Charleroi. Het is gelegen naast de kleine ring van Charleroi (R9). 